# Anomala calcarata
Anomala calcarata är en skalbaggsart som beskrevs av Gilbert John Arrow 1899. Anomala calcarata ingår i släktet Anomala och familjen Rutelidae.

## Underarter
Arten delas in i följande underarter:
- A. c. deserticola
- A. c. durbana